# Ministrowie uzbrojenia
Ministrowie ds. amunicji (ang. Ministers of munitions) – brytyjski urząd ministerialny powstały podczas I wojny światowej mający na celu koordynację produkcji amunicji i dostarczania jej walczącym oddziałom. Ministerstwo zostało zlikwidowane po zakończeniu działań wojennych.

## Lista ministrów
| Minister                         | Czas urzędowania                 |
| -------------------------------- | -------------------------------- |
| David Lloyd George               | 25 maja 1915 - 9 lipca 1916      |
| Edwin Samuel Montagu             | 9 lipca 1916 – 10 grudnia 1916   |
| Christopher Addison              | 10 grudnia 1916 – 17 lipca 1917  |
| Winston Churchill                | 17 lipca 1917 – 10 stycznia 1919 |
| Andrew Weir, 1. baron Inverforth | 10 stycznia 1919 – 21 marca 1921 |